# Gjønnes Station
Gjønnes Station (Gjønnes stasjon) er en metrostation på Kolsåsbanen på T-banen i Oslo.
Stationen blev lukket 1. juli 2006, da Kolsåsbanen blev lukket, mens den blev opgraderet til metrostandard. Stationen blev genåbnet 8. oktober 2012 og fungerede som midlertidig endestation for banen til 15. december 2013.
Mens stationen var lukket, blev den alvorligt beskadiget af et jordskred natten mellem 18. og 19. oktober 2008. Grunden under en del af stationen blev presset tre meter op, så det ene spor blev drejet 90 grader og kom til at stå på højkant. Årsagen var formentlig pres på lermasser i undergrunden fra et stort lager af sten på nabogrunden, som Jernbaneverket benyttede i forbindelse med udvidelsen af jernbanen gennem Bærum.